# Савята (Кировская область)
Савята — деревня в Даровском районе Кировской области в составе Вонданского сельского поселения.

## География
Находится на расстоянии примерно 33 км по прямой на север от райцентра поселка  Даровской.

## История
Известна с 1802 года как займище Жегалинское с 6 дворами. В 1873 году здесь (займище Жигалинское или Савята) учтено было дворов 10 и жителей 94, в 1905 (уже починок с тем же названием) 25 и 176, в 1926 (уже деревня Савята или Жигалевский) 36 и 193, в 1950 37 и 102, в 1989 оставалось 87 жителей. Нынешнее название утвердилось с 1939 года.

## Население
Постоянное население  составляло 65 человек (русские 94%) в 2002 году, 40 в 2010.